# Václav Sychra (sbormistr)
Václav Sychra, křtěný Václav Matyáš (24. února 1826 Ústí nad Orlicí - 23. prosince 1894 Ústí nad Orlicí), byl český sbormistr, zpěvák a houslista.

## Život
Narodil se v Ústí nad Orlicí do rodiny soukeníka Václava Sychry a jeho ženy Rozálie rozené Havránkové. Rodina byla hudebně založená a od mládí byl Václav tímto směrem i veden, měl 5 sourozenců, starší sestru Rozálii (* 1823) a mladší sestru Annu (* 1830), bratry Františka (* 1834) a Karla (* 1837) a nejmladší sestru Marii (* 1840). Základní školu navštěvoval v rodném městě, ve hře na housle se vzdělával u Jana Stránského a ve zpěvu u Aloise Hniličky.
Záhy opustil rodné město a v letech 1840-1842 působil jako sopranista v augustiánském klášteře v Brně, zde zároveň vystudoval I. a II. třídu gymnázia a učil se hrát na klavír a hoboj.
Po návratu do rodného Ústí se vyučil soukeníkem, v roce 1849 se oženil s Terezií Novákovou, s níž měl 6 dětí, nejstarší byla dcera Marie Anna (*1852), následoval syn František (*1854) a Josef (*1859), dále pak dcera Františka (*1863) a poslední byla dvojčata Dominik a Václav (*1869). Od roku 1872 provozoval soukenické řemeslo, ale po dvou letech přijal nabídku a stal se úředníkem Občanské spořitelny a bezprostředně poté byl jmenován ředitelem kůru v kostele Nanebevzetí Panny Marie. Tohoto ředitelského místa se v roce 1891 ze zdravotních důvodů vzdal, neboť zcela oslepl. Zemřel 23. prosince 1894 v Ústí nad Orlicí.
Václav Sychra byl výtečným houslistou a zpěvákem, jeho předností byla dokonalé hudební paměť a zároveň patřil mezi významné členy Cecilské hudební jednoty.